# Kareem McKenzie

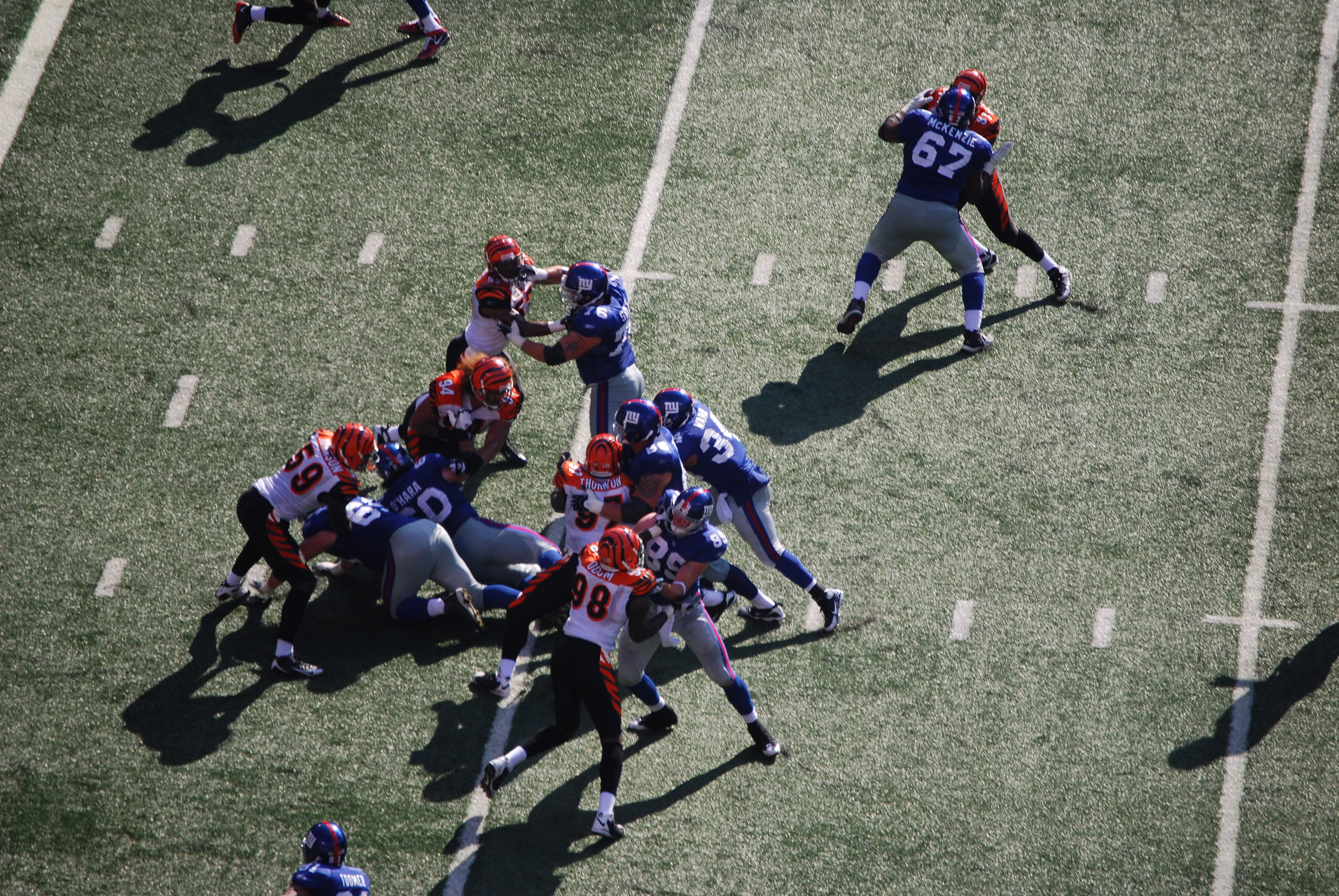
New York Giants O-Line.

Kareem Michael McKenzie (24 de maio de 1979, Trenton, Nova Jérsei) é um jogador profissional de futebol americano estadunidense que foi campeão da temporada de 2007 e de 2011 da National Football League jogando pelo New York Giants.